# Розгазування гірничих виробок
Розгазування гірничих виробок (рос. разгазирование горных выработок, англ. degassing of mine workings; нім. Entgasung f der Grubenbaue, Gasverdünnung f in Grubenbauen, Herausspülen n der Gasansammlungen) – процес розбавлення рудникового газу (метану, вуглекислого газу, “мертвого” повітря і ін.) в загазованих гірничих виробках до встановлених норм. Здійснюється шляхом вентиляції. Розгазування тупикових виробок в шахтах проводиться, як правило, застосуванням спец. пристроїв, які дозволяють змінювати витрати повітря, забезпечувати необхідну концентрацію газу в місці злиття висхідного і свіжого струменів повітря. Шарові скупчення метану у виробках ліквідуються шляхом загального або місцевого збільшення швидкості повітря. 